# FIAM
Fiam is een historisch Italiaans merk van clip-on motoren.
De firmanaam was Societa Italiana Autocicli Motoleggere, Milano.
Dit was een door Lelio Antonioli ontworpen 110 cc clip-on motor die van 1923 tot 1925 werd geproduceerd.